# 女性化性别肯定手术
针对跨性别女性或指派性别男性的跨性别非二元性別人士的性別肯定手術包括各种改变身体的外科手术，这些手术帮助提供对跨性别女性来说更舒适的身体特征，肯定跨性别女性自身的性别认同并改善其整体生活状态。
针对跨性别女性的性别肯定手术通常用来指阴道成形术，也可以更广泛地指个人可能进行的其他相关手术，例如激光脱毛或电解脱毛、面部女性化手术、喉结缩小术、外阴成形术、睾丸切除术、声音女性化手术或隆胸手术。性別肯定手术之前通常先进行女性化激素治疗。 一些手术可以减少激素治疗的需要。
自16世纪以来，针对跨性别女性的性别肯定手术就一直在进行，但在20世纪以来才逐渐为人所知。大多数患者术后报告其生活质量和性健康质量均得到提高。

## 生殖器手术
跨性别女性和跨性别非二元性别人士可以进行多种生殖器手术。生殖器手术对于个人来说是一种有效的方法，可以缓解或消除与其出生生殖器脱节或不适的感觉。睾丸切除后，人体产生的睾酮非常少。完成生殖器重建手术的跨性别女性可被视为缺乏性腺的女性，这允许她们减少摄入雌激素的剂量以及停止摄入抗雄激素药物。

### 阴道成形术
阴道成形术是利用现有生殖器或腹部组织构建新阴道和新外阴的过程。进行阴道成形术有多种技术。手术后性感觉通常会保留，并且对不同阴道成形技术的手术结果，自我报告的个人满意度非常高。

#### 阴茎内翻
阴茎内翻是一种非常常见的阴道成形术。睾丸和阴囊被切除，阴茎头被制成陰蒂。阴茎的包皮内翻形成新阴道的内壁。在烧灼毛囊后，也可以使用阴囊皮肤来构建新阴道壁。尿道被缩短，新的阴阜、大陰唇和小陰唇以及尿道开口是使用原来的阴囊和尿道组织形成的。
由于该技术将阴茎皮肤翻转以形成新阴道壁，因此术后深度受到手术前阴茎长度的限制。手术后，患者需要每天使用模具扩张新阴道1-2次，以防止阴道深度减少。随着时间的推移，扩张的需要会逐渐减少，但建议在新阴道完全愈合后至少每周一次。进行插入式性行为会影响所需的扩张量，但在插入式性行为期间需要额外的润滑剂，因为通过阴茎倒转阴道成形术创建的新阴道不能自润滑。
主要的并发症可能包括直肠损伤、尿道狭窄、尿瀦留或出血。

#### 肠阴道成形术
肠阴道成形术是另一种常见的阴道成形术，也用于顺性别女性的阴道成形术。与阴茎倒转阴道成形术一样，睾丸和阴囊被切除，龟头被制成阴蒂，新外阴由阴囊和尿道组织构成。然而，在肠阴道成形术中，一段结肠组织将被自体移植用于形成新阴道壁。
由于肠阴道成形术使用结肠来构建新阴道，因此术后深度不依赖于手术前阴茎的长度，适合已经接受过阴茎切除术、睾丸切除术或手术前阴茎长度小于新阴道所需深度。与阴茎内翻阴道成形术不同，通过肠阴道成形术创建的新阴道具有自润滑性，完全愈合后可能不需要进一步扩张。

#### 其它
存在“非阴茎内翻”等变种术式。
有时也会采用腹膜作为新阴道壁。

### “零深度”外阴成形术
顾名思义，在这种术式下，睾丸、阴囊和阴茎被切除，龟头被制成阴蒂。尿道被缩短，阴阜、大阴唇和小阴唇以及尿道开口是使用阴囊和尿道组织创建的。与阴道成形术不同，不会创建新阴道。
由于“零深度”外阴成形术不会产生新阴道，因此适合手术后不希望进行阴道插入式性交或对阴道成形术增加的术后护理感到排斥的跨性别女性。

### 睾丸切除术
睾丸切除术是将睾丸从体内切除的过程。可以在切除或不切除阴囊的情况下进行。在阴囊中部切开一个切口并缝合精索以防止过度出血。然后通过切口取出睾丸。
接受睾丸切除术的人由于睾丸被切除，产生的睾酮非常少。睾酮的自然减少消除了服用抗雄激素药物的需要，这反过来又可以减少服用补充雌激素药物的需要。

## 其它相关手术

### 面部女性化手术
有时，跨性别女性会选择进行女性化整容手术或修改面部骨骼或软骨结构的手术，通常是在下巴、眉毛、前额、鼻子和脸颊区域。这些手术被称为面部女性化手术。

### 隆胸术
如果激素治疗没有产生满意的效果，一些跨性别女性会选择接受这种手术。通常，跨性别女性的典型罩杯尺寸比母亲或姐妹等血缘密切相关的女性低一到两个。

### 嗓音女性化手术
部分跨性别女性可能会选择进行嗓音女性化手术手术，这会改变跨性别女性的音域或音调。尽管这种手术有可能对跨性别女性的声音造成永久损害，但由于雌激素本身不会改变一个人的音域或音调，因此有些人还是选择承担手术带来的风险。跨性别女性也可以选择进行嗓音训练。

### 喉结缩小术
有时还使用喉结缩小术来尽量减少喉结的隆起，以符合女性的身体特征。

## 历史
莉莉·艾尔伯是第一个广为人知的接受性別肯定手术的跨性别女性，她于1930年在德国进行了首次性別肯定手术。她的手术分四次进行：睾丸切除手术，卵巢移植手术，阴茎切除手术，阴道成形术和子宫移植手术。然而，她在最后一次手术后三个月去世。